# تشارلز إي. روبرتس
تشارلز إي. روبرتس (بالإنجليزية: Charles E. Roberts)‏ هو مهندس أمريكي، ولد في 13 مارس 1843، وتوفي في 1934.